# John Merrington
John Merrington es un historiador británico.
Especialista en la historia económica y social de la Edad Moderna, es próximo a lo que se ha venido en denominar marxismo inglés, en torno a la revista New Left Rewiew que lideraba Perry Anderson.

## Obras
Theory and Practice in Gramsci's Marxism: Socialist Register, 1968
Town and Country in the Transition to Capitalism (Ciudad y Campo en la Transición al Capitalismo): New Left Review, 1975
From Rouseau to Lenin: Studies in Ideology and Society (enlace roto disponible en Internet Archive; véase el historial, la primera versión y la última)., Lucio Colletti: Verso Books (trans.)
Revolution Retrieved: Selected Writings on Marx, Keynes, Capitalist Crisis and New Social Subjects 1967-1983, Antonio Negri: Red Notes, 1988 (trans., con Ed Emery)
- Datos: Q5933453